# Pierre Bovet
Pierre Bovet (Grandchamp, 5 giugno 1878 – Boudry, 2 dicembre 1965) è stato uno psichiatra e pedagogo svizzero.

## Biografia
Suo padre Felix (1824-1903), teologo, fu direttore della biblioteca di Neuchâtel e professore di letteratura francese ed ebraismo all'Università di Neuchâtel. La madre di Pierre, anch'essa Bovet, fu, insieme al padre, direttrice degli istituti educativi di Grandchamp (Boudry).
Pierre Bovet studiò alle Università di Neuchâtel e Ginevra ed ottenne una laurea in lettere nel 1902.
Sposò Amy Babut ed ebbe un figlio, Daniel Bovet, vincitore del Premio Nobel per la medicina nel 1957.

## Psicologia e pedagogia
Bovet fu professore di filosofia e psicologia all'Università di Neuchâtel e fondò un quotidiano pacifista chiamato L'Essor nel 1906.
Alla richiesta di Édouard Claparède si trasferì nel 1912 a Ginevra per dirigere l'Istituto Jean-Jacques Rousseau.
La sua opera si volse soprattutto all'analisi dello scautismo di Robert Baden-Powell, del quale tradusse in francese Scautismo per ragazzi. Nel 1921 pubblicò appunto un volume intitolato Il genio educativo di Baden-Powell, che viene considerata la sua opera più significativa.
Con Adolphe Ferrière e Claparède fondò nel 1925 il Bureau international d'éducation (nel 1969 diventerà parte dell'UNESCO).
Bovet si inserisce nel filone della cosiddetta nuova educazione. Coltivò importanti rapporti internazionali, che gli permisero, nel 1938, di visitare l'India e di incontrare Gandhi.
Molto religioso, fu vicino al Quaccherismo.

## Opere principali
- (FR) L'instinct combatif: psychologie, éducation, Neuchâtel, Delachaux et Niestlé, 1917,  p. 323.
- (FR) La réforme scolaire à l'université, Neuchâtel; Genève, Ed. Forum, 1920,  p. 48.
- (FR) Le génie de Baden-Powell: ce qu'il faut voir dans le scoutisme, ses bases psychologiques, sa valeur éducative, l'instinct combatif et l'idéal des jeunes, Neuchâtel; Genève ; etc., Ed. Forum, 1921,  p. 39.
- (FR) Le sentiment religieux et la psychologie de l'enfant, Neuchâtel, Delachaux et Niestlé, 1925,  p. 172.
- (FR) Vingt ans de vie: l'institut J.J. Rousseau de 1912 à 1932, Neuchâtel; Paris, Delachaux et Niestlé, 1932,  p. 195.

## Traduzioni italiane
- La Libertà nell'educazione, Torino, Paravia, 1975.
- Scuole povere di ieri e di oggi, Firenze, Carnesecchi, 1950.
- Modelli della mente, Roma, Borla, 1996.
- Il sentimento religioso e la psicologia del fanciullo, Firenze, La Nuova Italia, 1956.
- L'originalità di Baden-Powell, Firenze, La Nuova Italia, 1956.
- L'istinto combattivo, Firenze, La Nuova Italia, 1964.
- Il genio educativo di Baden-Powell, Ancora, 1984. Traduzione di Mario Sica. ISBN 9788876100697